# Histocidaris elegans
Histocidaris elegans är en sjöborreart som först beskrevs av Alexander Emanuel Agassiz 1879.  Histocidaris elegans ingår i släktet Histocidaris och familjen piggsvinssjöborrar. Inga underarter finns listade i Catalogue of Life.